# WTA de Portorož
O WTA de Portorož – ou Zavarovalnica Sava Portorož, na última edição – foi um torneio de tênis profissional feminino, de categoria WTA 250.
Realizado em Portorož, no sudoeste da Eslovênia, estreou em 2005, teve um hiato de nove anos e durou oito edições. Foi cancelado depois de 2022. Os jogos eram disputados em quadras duras durante o mês de setembro.

## Finais

### Simples
| Ano                                     | Campeã             | Vice-campeã             | Resultado       |
| --------------------------------------- | ------------------ | ----------------------- | --------------- |
| 2022                                    | Kateřina Siniaková | Elena Rybakina          | 46–7, 7–65, 6–4 |
| 2021                                    | Jasmine Paolini    | Alison Riske            | 7–64, 6–2       |
| Torneio não realizado entre 2020 e 2011 |                    |                         |                 |
| 2010                                    | Anna Chakvetadze   | Johanna Larsson         | 6–1, 6–2        |
| 2009                                    | Dinara Safina      | Sara Errani             | 65–7, 6–1, 7–5  |
| 2008                                    | Sara Errani        | Anabel Medina Garrigues | 6–3, 6–3        |
| 2007                                    | Tatiana Golovin    | Katarina Srebotnik      | 2–6, 6–4, 6–4   |
| 2006                                    | Tamira Paszek      | Maria Elena Camerin     | 7–5, 6–1        |
| 2005                                    | Klára Koukalová    | Katarina Srebotnik      | 6–2, 4–6, 6–3   |

### Duplas
| Ano                                     | Campeãs                                        | Vice-campeãs                                | Resultado         |
| --------------------------------------- | ---------------------------------------------- | ------------------------------------------- | ----------------- |
| 2022                                    | Marta Kostyuk Tereza Martincová                | Cristina Bucșa Tereza Mihalíková            | 6–4, 6–0          |
| 2021                                    | Anna Kalinskaya Tereza Mihalíková              | Aleksandra Krunić Lesley Pattinama Kerkhove | 4–6, 6–2, [12–10] |
| Torneio não realizado entre 2020 e 2011 |                                                |                                             |                   |
| 2010                                    | Maria Kondratieva Vladimíra Uhlířová           | Anna Chakvetadze Marina Erakovic            | 6–4, 2–6, [10–7]  |
| 2009                                    | Julia Görges Vladimíra Uhlířová                | Camille Pin Klára Zakopalová                | 6–4, 6–2          |
| 2008                                    | Anabel Medina Garrigues Virginia Ruano Pascual | Vera Dushevina Ekaterina Makarova           | 6–4, 6–1          |
| 2007                                    | Lucie Hradecká Renata Voráčová                 | Andreja Klepač Elena Likhovtseva            | 5–7, 6–4, 10–7    |
| 2006                                    | Lucie Hradecká Renata Voráčová                 | Eva Birnerová Émilie Loit                   | w.o.              |
| 2005                                    | Anabel Medina Garrigues Roberta Vinci          | Jelena Kostanić Katarina Srebotnik          | 6–4, 5–7, 6–2     |